# Pixeline: Stjernestøv
Pixeline:  Stjernestøv er det ellevte spil i Pixeline-serien. Spillet er fra 2005, og er udgivet af Krea Media. Spillet handler om, at Pixeline og hendes venner på Solø vil starte deres helt eget band.